# Ибрагим, Мо
Мохамед «Мо» Ибрагим (родился в 1946 г.) — судано-британский бизнесмен, работает в сфере коммуникационных технологий. Работал в нескольких телекоммуникационных компаниях до основания собственной фирмы «Celtel». Основатель фонда «Mo Ibrahim Foundation», занимающегося поддержкой лучших управленцев в Африке; создатель Индекса Мо Ибрагима — показателя, оценивающего эффективность государственного управления, рассчитываемого для африканских стран. Член Африканского регионального консультативного совета Лондонской школы бизнеса. В 2007 году основал премию Мо Ибрагима за достижения в сфере управления в Африке ($5 млн единовременно и ежегодная выплата $200,000). Женат, имеет двух детей.

## Ранние годы и образование
Родился в Северном Судане в 1946 году. Получил степень бакалавра наук в Александрийском университете, во времена учёбы увлекался идеями марксизма. Начал работать в Англии, получил степень магистра в Брадфодском университете (электротехника), затем степень доктора философии в Бирмингемском Университете (мобильные коммуникации), работал техническим директором компании British Telecom.

## Работа в сфере телекоммуникаций
После работы в компании British Telecom Ибрагим работал техническим директором в филиале компании — Cellnet. В 1989 году он основал компанию MSI, занимавшуюся консалтингом и производством программного обеспечения, которую продал в 2000 году за $618 млн долларов итальянской Marconi Company. На момент продажи в MSI работали 800 сотрудников, которым принадлежали 30 % акций компании, которые, по словам Ибрагима, они получили в качестве бонуса за работу.
В 1998 году от MSI отделилась компания MSI-Cellular Investments, позже переименованная в Celtel, являвшаяся оператором мобильной связи в Африке.
В соответствии с рейтингом журнала Форбс, состояние Мо Ибрагима оценивается в 2,5 млрд долларов (на 2008 год). Мо Ибрагим вошел в список «Top 100», составленный журналом Time в 2008 году. Он также был включен журналом EE Times в 2008 году в список «35 людей, мест и вещей, которые стоит увидеть».
С 2010 года Ибрагим сотрудничает с Комиссией по развитию широкополосной передачи данных (en:Broadband Commission for Digital Development), подразделением ООН, пропагандирующим и внедряющим технологии широкополосной передачи данных..

## Фонд Мо Ибрагима
Ибрагим основал Фонд Мо Ибрагима (англ. Mo Ibrahim Foundation). В 2007 году Фонд учредил Премию Мо Ибрагима за достижения в области управления в Африке (англ. Mo Ibrahim Prize for Achievement in African Leadership), первым лауреатом которой стал экс-президент Мозамбика Жоакин Чиссано. Фонд ежегодно публикует данные о Индексе Мо Ибрагима — показателе, оценивающем эффективность государственного управления, рассчитываемом для всех 53-х африканских стран. С 2009 года Индекс рассчитывается только для 48-и стран, лежащих к югу от Сахары.

## Личная жизнь
Мо Ибрагим женат на Хание Ибрагим, ранее работавшей консультантом-рентгенологом в Национальном Департаменте Здравоохранения (Национальная служба здравоохранения Великобритании), основавшей клинику по лечению рака груди в Хартуме. Их дочь Хадиль Ибрагим работает исполнительным директором в Фонде Мо Ибрагима, сын — Хош Ибрагим — актёр.